# Evelyn Jadin
Evelyn Jadin (* 3. Juni 1987) ist eine belgische Politikerin der Partei für Freiheit und Fortschritt (PFF).

## Leben
Nach dem Abitur am Königlichen Athenäum in Eupen absolvierte Evelyn Jadin 2011 ihren Master in Rechtswissenschaften an der Université catholique de Louvain (UCL). Im Jahr darauf erwarb sie einen Zusatzmaster in Umweltrecht und öffentlichem Immobilienrecht an der Universitätsfakultät St. Louis (FUSL). Nach ihrer Studienzeit war sie von 2012 bis 2015 als Rechtsanwältin tätig. Seit 2015 arbeitet sie als Betriebs- und Wirtschaftsjuristin.
Jadin begann ihre politische Laufbahn bereits während ihrer Studienzeit. Von 2008 bis 2009 war sie Kassiererin der liberalen Studenten (FEL) und von 2009 bis 2010 deren Vizepräsidentin. Seit 2009 ist sie Vizepräsidentin der Jungen Freiheitlichen (JFF), der Jugendorganisation der Partei für Freiheit und Fortschritt (PFF). Zudem ist sie seit 2010 Bezirkspräsidentin der Jeunes MR, der Jugendorganisation des Mouvement Réformateur, im Bezirk Verviers.
Von 2011 bis 2012 arbeitete Jadin als PFF-Fraktionsmitarbeiterin im Parlament der Deutschsprachigen Gemeinschaft. Von 2012 bis 2014 war sie Mitglied des Provinzialrats der Provinz Lüttich und gleichzeitig beratendes Mitglied des Parlaments der DG. Im Jahr 2014 wurde sie erstmals in das DG-Parlament gewählt. Seit 2018 ist sie Schöffin für Raumordnung, Soziales, Senioren und Familie in Lontzen. Nach der Wahl 2019 blieb Jadin im DG-Parlament. 2022 übernahm sie als Nachfolgerin von Gregor Freches den PFF-Fraktionsvorsitz.
Ihre ältere Schwester ist die Politikerin Kattrin Jadin.